# Marie Mercier
Pour les articles homonymes, voir Mercier et Marie Mercier (communarde).
Marie Mercier, née le 16 juin 1958 à Coutances (Manche), est une femme politique française. Membre des Républicains, elle est sénatrice de Saône-et-Loire depuis 2015.

## Biographie
Marie Mercier commence sa carrière politique en se présentant à la mairie de Châtenoy-le-Royal. Elle est élue maire lors des municipales de 2001 et est réélue en 2008 et 2014,.
Elle est membre du Grand Chalon, dont elle est la 1re vice-présidente chargée de l'Administration générale, de la Mutualisation et des Services aux communes,,.
En mars 2004, elle est élue conseillère régionale en 4e position sur la liste UMP en Saône-et-Loire lors des régionales. Lors du renouvellement de 2010, elle figure cette fois-ci en 6e position sur la liste de la majorité présidentielle en Saône-et-Loire mais elle n'est pas réélue.
Dominique Juillot la choisit comme suppléante lors des législatives de 2007.
Le 12 juin 2015, elle devient sénatrice de Saône-et-Loire,, en remplacement de Jean-Patrick Courtois, démis d'office par le Conseil constitutionnel. Elle devient ainsi la première femme du département, toutes tendances politiques confondues, à siéger au palais du Luxembourg,.
Elle soutient Alain Juppé pour la primaire présidentielle des Républicains de 2016. Confrontée à la loi limitant le cumul de mandats, elle cède sa place de maire de Châtenoy-le-Royal pour rester sénatrice.